# خزامى
الخُزامَى  أو خيري البر أو أُسْطُوخُودُوس أو اللاوندة أو لاوندا (باللاتينية: Lavandula) جنس من النباتات يشمل 47 نوعاً معروفًا من النباتات المزهرة المعمرة التابعة لفصيلة النعناعيات (Lamiaceae). موطنه الأصلي هو العالم القديم، ويوجد بشكل رئيسي في المناطق الأكثر جفافًا ودفئًا من البر الرئيسي لأوراسيا، ويميل إلى المناطق التي تتأثر بالنسائم البحرية.
توجد نباتات الخُزامَى في شبه الجزيرة الإيبيرية وحول كامل ساحل البحر الأبيض المتوسط (بما في ذلك ساحل البحر الأدرياتيكي، والبلقان، والمشرق العربي، وساحل شمال إفريقيا)، كما توجد في أجزاء من شرق وجنوب إفريقيا، والشرق الأوسط، بالإضافة إلى جنوب آسيا وشبه القارة الهندية. يُزرع العديد من أنواع هذا الجنس بشكل واسع في المناخات المعتدلة كنباتات زينة للحدائق والمناظر الطبيعية، كما يُستخدم كأعشاب طهي، ويُزرع تجاريًا لاستخراج الزيوت العطرية. يُستخدم اللافندر في الطب التقليدي، وكذلك كمكون في مستحضرات التجميل.

## الوصف النباتي
يشمل جنس الخُزامَى نباتات عشبية حولية أو معمرة قصيرة العمر،, وهي شجيرة قصيرة معمرة يصل ارتفاعها إلى متر تقريبًا، ساقها صلبة كثيرة التفرع. تتنوع أشكال الأوراق ضمن هذا الجنس، تكون الأوراق بسيطة في بعض الأنواع المزروعة بشكل شائع، بينما تكون مسننة بشكل ريشي في أنواع أخرى، أو ريشيّة بالكامل، وأحيانًا متعددة الريش، وفي معظم الأحيان تكون الأوراق عميقة التفصيص وتغطيها شعيرات أزهارها زرقاء بنفسجية اللون تتجمع في نورات سنبلية تحملها سوق طويلة البذور ملساء بنية اللون. يحتوي هذا الغطاء زغبي عادةً على زيوت أساسية.

## المركبات النباتية الكيميائية
تم تحديد حوالي 100 مركب نباتي كيميائي في زيت الخُزامَى، من بينها المكونات الرئيسية: أسيتات الليناليل (30-55%)، لينالول (20-35%)، التانينات (5-10%)، وكاريوفيلين (8%). كما يحتوي على كميات أقل من مركبات السيسكيتيربينويدات، كحول البيريليل، الإسترات، الأكاسيد، الكيتونات، السينول، الكافور، بيتا-أوسيمين، الليمونين، حمض الكابرويك، وأكسيد الكاريوفيلين. تختلف النسب النسبية لهذه المركبات بشكل كبير بين أنواع الخُزامَى 

## أنواعهاالواطنةفيالوطن العربي
- الخزامى الزغبية (باللاتينية: Lavandula pubescens) في بلاد الشام ومصر.
- الخزامى الصحراوية (باللاتينية: Lavandula saharica) في المغرب العربي.
- الخزامى كورونوبسية الأوراق (باللاتينية: Lavandula coronopifolia) في بلاد الشام ومصر والمغرب العربي.
- الخزامى المسننة (باللاتينية: Lavandula dentata) في بلاد الشام والمغرب العربي وإسبانيا.
- الخزامى المقسومة (باللاتينية: Lavandula multifida) في المغرب العربي ومصر وبعض مناطق جنوب أوروبا.
- الخزامى المكورة (باللاتينية: Lavandula stoechas) في بلاد الشام والمغرب العربي وبعض مناطق شمال حوض البحر الأبيض المتوسط.

## أنواع أخرى

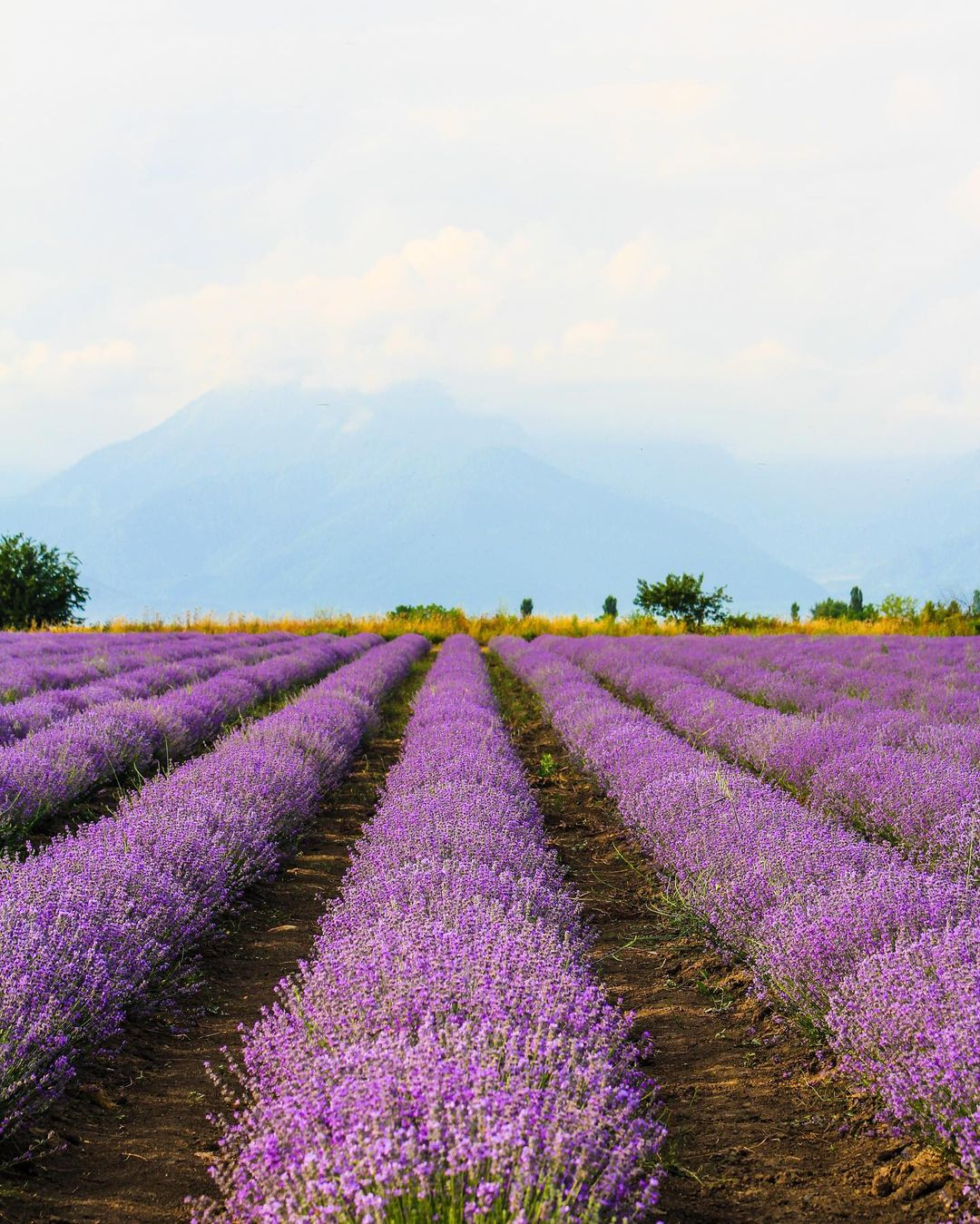
حقل الخزامى

- حقل الخزامىالخزامى ضيقة الأوراق (باللاتينية: Lavandula angustifolia) في مناطق جنوب وغرب أوروبا.
- الخزامى المسننة و (باللاتينية: L. dentata). موطنه الأصلي جزر المحيط الأطلسي، وينتشر الآن في جميع مناطق حوض البحر الأبيض المتوسط والسودان والصومال وشبه الجزيرة العربية.
- خزامى ريشية
- خزامى صوفية
- خزامى عريضة الأوراق
- خزامى بحرية متموجة.

## الزراعة
النوع الأكثر شيوعًا في الزراعة هو الخزامى العادي أو الإنجليزي (Lavandula angustifolia)، الذي كان يُعرف سابقًا باسم L. officinalis. تتوفر مجموعة واسعة من الأصناف المزروعة. وتشمل الأنواع الأخرى المزروعة بشكل شائع لأغراض الزينة: L. stoechas، L. dentata، وL. multifida (المعروف باسم الخزامى المصري). نظرًا لأن الأنواع المزروعة تُزرع في الحدائق حول العالم، يتم العثور عليها أحيانًا تنمو برية خارج نطاقها الطبيعي، كنتيجة لهروبها من الحدائق. وعادةً ما يكون هذا النمو التلقائي غير ضار، ولكن في بعض الحالات تصبح أنواع الخزامى غازية. على سبيل المثال، في أستراليا، أصبح نوع L. stoechas مصدر قلق، حيث ينتشر على نطاق واسع في جميع أنحاء القارة وتم تصنيفه كعشب ضار في ولاية فيكتوريا  منذ عام 1920. كما يُعتبر عشبًا في بعض مناطق إسبانيا.
تنمو نباتات الخزامى بشكل أفضل في التربة الجافة، جيدة التصريف، الرملية أو الحصوية، تحت أشعة الشمس الكاملة. يتميز الخزامى الإنجليزي بعملية إنبات طويلة (14-28 يومًا) وينضج خلال 100-110 أيام. جميع الأنواع تحتاج إلى القليل من السماد أو لا تحتاجه على الإطلاق مع توفير تهوية جيدة. في المناطق ذات الرطوبة العالية، يمكن أن تتعرض الجذور لتعفن نتيجة العدوى الفطرية. كما أن استخدام المهاد العضوي يمكن أن يحتجز الرطوبة حول قاعدة النباتات، مما يزيد من احتمالية تعفن الجذور، بينما توفر المواد الحصوية مثل الصخور المسحوقة نتائج أفضل.
ينمو الخزامى بشكل أفضل في التربة ذات درجة حموضة تتراوح بين 6 و8. يتم حصاد معظم الخزامى يدويًا، وتختلف أوقات الحصاد بناءً على الاستخدام المطلوب.

## الاستخدامات

### زيت الخزامى
تجاريًا، يُزرع النبات بشكل أساسي لإنتاج زيت الخزامى العطري. ينتج الخزامى الإنجليزي (Lavandula angustifolia) زيتًا ذو نغمات حلوة ويمكن استخدامه في البلسم والمراهم والعطور ومستحضرات التجميل والتطبيقات الموضعية.
Lavandula × intermedia، والمعروفة أيضًا باسم lavandin أو الخزامى الهولندي، هجينات من L. angustifolia وL. latifolia. تُزرع على نطاق واسع للاستخدام التجاري لأن أزهارها تميل إلى أن تكون أكبر من أزهار الخزامى الإنجليزي وتميل النباتات إلى أن تكون أسهل في الحصاد. تنتج هذه الزيوت العطرية زيتًا أساسيًا مشابهًا، ولكن بمستويات أعلى من التربينات بما في ذلك الكافور، والتي تضيف نغمة أكثر حدة إلى العطر، ويعتبرها البعض أقل جودة من الخزامىالإنجليزي. تعتبر إدارة الغذاء والدواء الأمريكية الخزامى آمنًا للاستهلاك البشري بشكل عام. تم استخدام الزيت العطري في المستشفيات أثناء الحرب العالمية الأولى.

### الطهي
عادةً ما يكون نبات الخزامى المستخدم في الطهي هو الخزامى الإنجليزي، وهو النوع الأكثر استخدامًا في الطهي (L. angustifolia 'Munstead'). وكنوع عطري، له رائحة حلوة مع نفحات الليمون أو الحمضيات. ويُستخدم كتوابل أو توابل في المعكرونة والسلطات والصلصات والحلويات. وتُستخدم براعمه وأوراقه الخضراء في الشاي، وبراعمه التي يعالجها النحل هي المكون الأساسي للعسل أحادي الزهرة.
altahi